# 拾又之国
《拾又之国》（日語：群青のマグメル）是中国漫画家第年秒创作的漫画，在中国《翻漫画》和日本集英社《少年JUMP+》连载，已出版了中文、日文、韩文和法文版的单行本。

## 剧情
太平洋中新出现的大陆“圣洲”内拥有超出人类常识的新物种和矿产资源，但是圣洲具有特别的磁场排斥人类的高科技产品，因此全世界再次进入用双脚探险的冒险时代。无数探险家深入圣洲寻求财富，然而圣洲内危机重重，故事主角“因又”的工作即是在圣洲营救遇难的探险家，人称“拾人者”。

## 登場角色

### 拾人館
因又（聲：河西健吾）
拾因的頭號弟子，為本作的主角，現實與幻想構造兼具的強大構造者。拾人館的老闆，摸不透的表面其實心底渴求著擁有家人。曾與拾因於聖洲內區生活，後來被拾因送回人類界，並被囑咐去保護阿零，後來便開起了拾人館。在被送去人類界之前，與拾因作過約定要拯救世界。
阿零（聲：M·A·O）
拾人館的一員，幻想構造者。曾被人口販子賣到實驗構造者的機構，後被因又救下，一起經營拾人館。

### 相關者
拾因（聲：森川智之）
因又的師父，曾與因又在聖洲內區一起生活過。曾是最強的構造者，教會因又構造力及完美構造，現已死亡。
艾米利亞·鄧斯特（聲：山村響）
極星公司的機械維修人員，曾是拾人館的顧客。
牙牙格雙魄
聖國真類，因又的兒時玩伴，喜愛人類界的電子遊戲和玩具。幻想構造者，能構造出一分身——現實收割者，將觸碰到的敵人的現實構造佔為己有。
安蒂圖兒
多原國的原皇，現被稱為“最強”的女人。稱號為二十一面妖皇，能將本身意識抽離並附身於他人身上，並且本尊與附身可分別行動，被附身者其能力可被利用，但是威力將減弱。救過阿零，使阿零暫時不死。擁有完美構造力，野心勃勃的原皇。
未神明阿一族
人皇一族，世界的統領，特別是老祖們的完美構造構成了聖洲本身的意識——擬神，實力不容小覷，圖謀聖心的一群強大構造者。

## 出版書籍
| 卷數 | 集英社 | 集英社        | 集英社                 | 浙江文藝出版社、長江出版社 | 浙江文藝出版社、長江出版社 |
| 卷數 | 副標題 | 發售日期      | ISBN                   | 發售日期                   | ISBN                       |
| ---- | ------ | ------------- | ---------------------- | -------------------------- | -------------------------- |
| 1    |        | 2015年11月4日 | ISBN 978-4-08-880559-7 | 2015年4月                  | ISBN 978-7-5339-4219-9     |
| 2    |        | 2015年12月4日 | ISBN 978-4-08-880560-3 | 2016年4月                  | ISBN 978-7-5339-4498-8     |
| 3    |        | 2016年6月3日  | ISBN 978-4-08-880724-9 | 2017年4月                  | ISBN 978-7-5492-4955-8     |
| 4    |        | 2017年7月4日  | ISBN 978-4-08-881246-5 |                            |                            |
| 5    |        | 2019年3月4日  | （電子版）             |                            |                            |
| 6    |        | 2019年3月4日  | （電子版）             |                            |                            |
| 7    |        | 2019年4月4日  | （電子版）             |                            |                            |
| 8    |        | 2019年4月4日  | （電子版）             |                            |                            |

## 電視動畫
2018年4月29日，版权方翻翻动漫宣布《拾又之国》动画项目启动，由《火影忍者》动画导演伊达勇登执导，动画脚本由曾负责《东京食尸鬼》动画以及《刀剑乱舞》舞台剧脚本的御笠之忠次担任，动画配乐则是曾经为《火影忍者》、《妖精的尾巴》和《美少女战士Crystal》制作配乐的高梨康治负责，角色设计由曾负责《网球王子》、《血战》的石井明治担任。集英社、皮乐、读卖电视台enterprise、瞬心文化和翻翻动漫共同担任制作委员会成员。《拾又之国》的动画于2019年4月7日在TOKYO MX上映。

### 製作人員
- 导演：伊達勇登
- 导演助理：久城りおん（日语：久城りおん）[8]
- 剧本统筹：御笠之忠次（日语：御笠ノ忠次）
- 人物设定：石井明治[9]
- 美术监督：松本浩樹
- 色彩设计：長島真弓
- 摄影监督：鯨井亮
- CG导演：福士直也（日语：福士直也）
- 编集：佐佐木紘美
- 音响监督：えびなやすのり（日语：蝦名恭範）
- 音乐：高梨康治
- 动画制作：Studio Pierrot +

### 主題曲
片頭曲「Dash&Daaash!!」
作詞、作曲、編曲：Q-MHz
（日語版）主唱：風男塾
（中文版）歌詞翻譯：洪淏，主唱：小連殺
片尾曲「The Key」
作詞、作曲：佐佐木亮介，編曲：a flood of circle
（日語版）主唱：a flood of circle
（中文版）歌詞翻譯：洪淏，主唱：林偉杰

### 各話列表
| 話數   | 日文標題 | 中文標題       | 劇本              | 分鏡              | 演出                       | 作畫監督                                                                                 |
| ------ | -------- | -------------- | ----------------- | ----------------- | -------------------------- | ---------------------------------------------------------------------------------------- |
| 第1話  |          | 拾人者         | 御笠之忠次        | 伊達勇登          | 長岡義孝                   | 加藤久美子、Shin Hye Ran Chang Yeong Seon、Lee Yeong Mi                                  |
| 第2話  |          | 第七區的統治者 | 御笠之忠次        | 久城理音          | 久城理音                   | 佐佐木敏子、村上史明                                                                     |
| 第3話  |          | 七彩鳩         | 御笠之忠次 矢崎進 | 久城理音          | 久城理音                   | 大竹紀子、船道愛子 Kim Kyoung Hwan                                                       |
| 第4話  |          | 沾滿鮮血的聖女 | 御笠之忠次 矢崎進 | 久城理音          | 久城理音                   | 松本淑惠、大川美穗子                                                                     |
| 第5話  |          | 田叔的聖洲之旅 | 矢崎進            | 小寺勝之          | 長岡義孝 川西泰二          | 加藤久美子、Heo Hey Jung                                                                 |
| 第6話  |          | 拾因的眼眸     | 御笠之忠次 矢崎進 | 小寺勝之          | 五月女有作                 | 王敏、朱暁林                                                                             |
| 第7話  |          | 原著者         | 御笠之忠次 矢崎進 | 小寺勝之          | 長岡義孝 伊達勇登          | Kim Kyoung Hwan                                                                          |
| 第8話  |          | 老人與咖啡林   | 御笠之忠次 矢崎進 | 長岡義孝 伊達勇登 | 長岡義孝 川西泰二          | 竹內昭、森田惠 Chang Yeong Seon                                                          |
| 第9話  |          | 阿零的大冒險   | 矢崎進            | 小寺勝之          | 久城理音                   | 村上史明、內野明雄                                                                       |
| 第10話 |          | 怪物發燒友     | 矢崎進            | 小寺勝之          | 福田清                     | 大竹紀子、桝井一平 加藤久美子、橘尚美 邱明哲                                             |
| 第11話 |          | 被囚禁的阿零   | 矢崎進            | 小寺勝之          | 長岡義孝 久城理音 伊達勇登 | 島崎望、竹内昭 船道愛子、Kim Kyung Hwan Kim Yoon Joung、Jo Joung Hwa                     |
| 第12話 |          | 絕望           | 矢崎進            | 小寺勝之          | 久城理音                   | 大蘭、江涌、菲婭、毛毛 小夏華、Prasearth Thongkhum                                       |
| 第13話 |          | 會有一天       | 矢崎進            | 小寺勝之          | 長岡義孝 伊達勇登          | 中村深雪、大竹紀子 阿萬和俊、加藤久美子 森田惠、Jang Young Sun Kim Hyun Jin、Lee Youn Me |

## 评价
《拾又之国》是首部得到日本漫画家冨㭴义博称赞的中国漫画，被环球网评为“中国漫画走向日本，走向世界的代表”。人民网评价，《拾又之国》动画化“将是国产动画里程上新的起步”。

## 外部連結
- 翻翻動漫官網 （页面存档备份，存于）（简体中文）
- 少年JUMP+「拾又之國」連載網頁 （页面存档备份，存于）（日語）
- 電視動畫「拾又之國」官方網頁（简体中文）
- 電視動畫「拾又之國」官方網頁 （页面存档备份，存于）（日語）
- 電視動畫「拾又之國」公式的X（前Twitter）